# Alexis de Abreu
Alexis de Abreu (Alcáçovas, 1568 circa – Lisbona, 1630) è stato un medico portoghese.
Laureatosi in medicina all'Università di Coimbra, fu alla corte di Filippo II di Spagna.
Nel suo trattato De septem infirmitatibus descrisse la malattia tropicale detta mal di Loanda, della quale soffrì egli stesso durante una spedizione di nove anni in Angola.

## Opere
- 1622 – De septem infirmitatibus